# Шац Борис Зусійович
Борис Зусійович Шац (нар. 13 лютого 1922, Київ — пом. 27 грудня 2002, Київ) — український графік; член Спілки радянських письменників України з 1960 року.

## Біографія
Народився 13 лютого 1922 року в місті Києві (нині Україна). Початкову художню освіту здобув в ізостудії у Київському палаці піонерів та школярів під керівництвом Івана Хворостецького. Після закінчення середньої школи працював на Кіностудії імені Олександра Довженка.
Брав участь у німецько-радянській війні. Нагороджений медаллю «За оборону Кавказу».
1954 року закінчив графічний факультет Харківського художнього інституту, де навчався зокрема у Йосипа Дайца. Дипломна робота — ілюстрації до повісті Бориса Горбатова «Нескорені», експонувалися на Третій всесоюзній виставці дипломних робіт студентів художніх вищих навчальних закладів СРСР випуску 1954 року, яка була відкрита з 21 жовтня 1954 року в Москві, в Академії мистецтв СРСР.
Жив у Києві, в будинку на вулиці Ентузіастів, № 29/1, квартира № 84. Помер у 80-річному віці 27 грудня 2002 року.

## Творчість
Працював у галузі станкової та книжкової графіки, плаката. Серед робіт:
- «Тарас Шевченко» (1961—1964, серія кольорових літографій);
- «Єдина втіха» (1964, кольорова літографія);
- «Тарас Шевченко в казахів-рибалок» (1964, кольорова літографія);
- «Арешт» (1964, кольорова літографія);
- «Вогонь!» (1965, літографія);
- «Слава героям-морякам!» (1968, літографія);
- «Туман на затоці Дніпра» (1969, акварель);
- «Марічка» (1970, акварель).

У 1957 році оформив книгу «Коли фортеці не здаються» Сергія Голубова, створив ілюстрації до повістей Тараса Шевченка «Наймичка» і «Варнак» (акварель).
Брав участь у республіканських та всесоюзних виставках з 1957 року, зарубіжних — з 1965 року.
Твори художника представлені у Харківському, Дніпровському, Донецькому, Луганському, Запорізькому, Одеському художніх музеях, Вінницькому, Волинському, Житомирському, Кіровоградському, Рівненському, Херсонському, Черкаському краєзнавчих музеях, в Національному музеї історії України у Другій світовій війні у Києві, інших музейних, галерейних та приватних колекціях в Україні та за її межами.